# 小山内花凜
小山内 花凜（おさない かりん、1998年12月15日 - ）は、日本の女性ファッションモデル、女優。東京都出身。スターダストプロモーション芸能3部所属。

## 略歴

### ニコラモデルとして
- 2011年、ファッション雑誌『ニコラ』（新潮社）の第15回ニコラモデルオーディションで12603人の応募者の中から小林玲美、三上朱里、高嶋芙佳と共にグランプリに選ばれる。同年10月号より専属モデル（ニコモ）として出演。
- 2012年、岡本夏美、澤田汐音、高嶋芙佳とユニット「Sweet GIRLS」を結成。
- 2013年4月号で初表紙。この号の表紙は藤麻理亜、高嶋芙佳、小山内花凜の3名。
- 同年7月号で初の海外ロケに参加。この年は藤麻理亜、飯豊まりえ、小山内花凜、大谷凜香の4名が参加。
- 同年11月号より、連載企画「カリンのLooook at まいこーで。」を開始。
- 2014年5月号より、藤麻理亜の卒業に伴い2014年度ニコラクラブ（及び10代目プリ部）部長に就任。
- 2014年7月号で昨年に続き海外ロケに参加。この年は小山内花凜、岡本夏美、高嶋芙佳、鈴木美羽の4名が参加。
- 2015年5月号で卒業。表紙掲載は15回（うち単独表紙1回）。

### モデルとして
- 2013年、ブランド「repipi armario」のイメージモデルに選ばれる。古畑星夏から引き継ぎ、3代目となる。
- 2015年、同ブランドのイメージモデルを卒業。
- 2020年1月、ファッション雑誌『JELLY』（文友舎）のJELLYモデルに就任（2020年3月号）。

### バンドとして
- 2013年、澤田汐音、田代ひかり、三瓶みなみとバンド「Le Lien」を結成。
- 2016年をもって解散。

## 人物
- 漫画好き。また、ラブライブ!のファンである。名探偵コナンは毎回映画化されると家族全員で劇場に鑑賞に行く。[1]。

## 出演

### テレビドラマ
- 近キョリ恋愛〜Season Zero〜（2014年7月19日 - 10月11日、日本テレビ） - 町田風香 役
- お兄ちゃん、ガチャ（2015年1月11日 - 3月29日、日本テレビ） - 雫石マコ 役

### 映画
- ハニーレモンソーダ（2021年7月9日）
- 明星の君へ（2025年4月19日）-新庄七海 役

### 舞台
- LIVE STAGE「ぼっち・ざ・ろっく！」（2023年8月11日 - 20日、THEATER MILANO-Za）山田リョウ 役[2]
  - LIVE STAGE「ぼっち・ざ・ろっく！」2024 PART I STARRY / PART II 秀華祭（2024年9月7日 - 23日、THEATER MILANO-Za）[3][4]
  - LIVE STAGE「ぼっち・ざ・ろっく!」at KT Zepp Yokohama / Zepp Namba（OSAKA）（2025年6月22日、KT Zepp Yokohama / 6月30日、Zepp Namba）[5]
- リーディングアクト「メモランダム No.136」（2023年12月16日・19日・22日、紀伊國屋ホール） - スザンヌ 役[6][7]
- 舞台「まちカドまぞく」（2025年1月9日 - 15日、博品館劇場） - 千代田桃 役[8]
- SAKURACROSS PROJECT「NINETEEEEN GRRRLZ'99」（2025年4月3日 - 13日、東京都内劇場）[9]
- 舞台「かげきしょうじょ!!」第3章 The Final（2025年11月1日 - 5日〈予定〉、三越劇場） - 竹井朋美 役[10]

### 雑誌
- ニコラ（2011年10月号 - 2015年5月号、新潮社） - 専属モデル
- フォトテクニック デジタル（2014年、玄光社）
- JELLY（2020年3月号-、文友舎）-　JELLYモデル

### イベント
- a-nation & Girls Award island collection By nicola（2013年8月）
- SoLaDo竹下通り「ニコモ1時間店長」（2013年8月）

### DVD
- 怖譚 -コワタン-（2013年8月2日）

### 広告
- バンタンデザイン ハイスクール（2013年） - イメージモデル
- repipi armario（2013年5月 - 2015年4月） - イメージモデル